# Lee Sung-kyung
Lee Sung-kyung (이성경?, 李聖經?, I Seong-gyeongLR, I SŏnggyŏngMR; 10 agosto 1990) è un'attrice e modella sudcoreana.

## Biografia
È nata il 10 agosto 1990. Ha una sorella di quattro anni più piccola. Il 22 febbraio 2016 si laurea alla Dongduk Women's University.

## Filmografia

### Cinema
- Love+Sling (레슬러?) regia di Kim Dae-Woong (2018)
- Girl Cops (걸캅스?) regia di Jung Da-Won (2019)

### Televisione
- Gwaenchanh-a, sarang-i-ya (괜찮아, 사랑이야?) – serie TV (2014)
- Yeo-wang-ui kkot (여왕의 꽃?) – serie TV (2015)
- Cheese in the Trap (치즈인더트랩?) – serie TV (2016)
- Doctors (닥터스?) – serie TV (2016)
- Yeokdo-yojeong Kim Bok-ju (역도요정 김복주?) – serie TV (2016)
- Dangsin-i jamdeun sa-i-e (당신이 잠든 사이에?) – serie TV (2017)
- Meomchugo sip-eun sun-gan: About Time (멈추고 싶은 순간: 어바웃타임?) – serie TV (2018)
- Nangman doctor Kim Sa-bu (낭만닥터 김사부 2?) – serie TV (2020)
- Han bun danyeowasseubmida (한 번 다녀왔습니다?) – serie TV (2020)
- Chiamalo amore (사랑이라 말해요?, Sarang-ira mlhae-yoLR) – serie TV (2023)
- Doctor Slump (닥터슬럼프) – serie TV (2024)

### Doppiaggio
- Poppy in Trolls (2016)[5]

## Discografia

### Collaborazioni
- 2013 – I Love You (The Papers feat. Lee Sung-kyung)
- 2016 – My Lips Like Warm Coffee (Eddy Kim feat. Lee Sung-kyung)
- 2017 – Last Scene (Psy feat. Lee Sung-kyung)[6]

### Colonne sonore
- 2017 – Trolls
- 2018 – Meomchugo sipeun sungan: Eobauttaim[7]
- 2019 – Girl Cops

## Videografia
- 2011 – Simon D feat. Zion.T - Stay Cool
- 2012 – Lee Hyun - Because It's You
- 2013 – The Papers X Lee Sung-kyung - I Love You
- 2013 – Kang Seung-yoon - Wild and Young
- 2015 – Urban Zakapa - Two One Two[8]
- Eddy Kim feat. Lee Sung-kyung - My Lips like Warm Coffee (2016)
- 2016 – AKMU - Re-Bye[9]
- 2017 – Urban Zakapa - When We Were Two[10]
- 2018 – Kim Na-young - I Can't Say That

## Riconoscimenti
- 2008 - Super Model Contest
  - Vinto - Lex Prize
- 2009 - Asia Pacific Super Model Contest
  - Vinto - Unix Hair New Style Prize
- 2014 - CFDK Fashion Awards
  - Vinto - Miglior modella donna dell'anno
- 2015 - Korea Drama Awards
  - Candidatura - Miglior nuova attrice per Yeo-wang-ui kkot
- 2015 - APAN Star Awards
  - Candidatura - Miglior nuova attrice per Yeo-wang-ui kkot
- 2015 - MBC Drama Awards
  - Vinto - Miglior nuova attrice in un progetto speciale di drama per Yeo-wang-ui kkot
- 2016 - Max Movie Awards
  - Vinto - Premio stella nascente
- 2016 - Baeksang Arts Awards
  - Candidatura - Miglior nuova attrice (TV) per Yeo-wang-ui kkot
  - Candidatura - Attrice più popolare (TV) per Cheese in the Trap